# Heinkel He 60
Heinkel He 60, tyskt sjöflygplan (biplan) för rekognosering under andra världskriget.
Planet designades av Reinhold Mewes för att kunna lyfta med hjälp av katapult från de större tyska krigsskeppen. Planet fick sitt elddop under spanska inbördeskriget men redan i ett tidigt skede under andra världskriget hade de flesta plan flyttats till utbildningstjänst, dock fanns det kvar några plan i den ursprungliga rollen i Grekland och på Kreta.

## Varianter
- He 60a, första prototypen
- He 60b, andra prototypen försedd med en lite kraftfullare variant av BMW VI-motorn
- He 60c, första prototypen som utrustades för katapultstart.
- He 60A, förproduktionsvariant av skolflygplanstyp.
- He 60B, första produktionsvarianten
- He 60B-3, utvecklingsvariant av föregående försedd med en Daimler-Benz DB 600-motor på 671 kW (900 hk). På grund av motorbrist så tillverkades det inga plan av denna variant.
- He 60C, produktionsvariant med mindre förbättringar.
- He 60D, skolflygplansvariant.